# Heidelberger Romantik

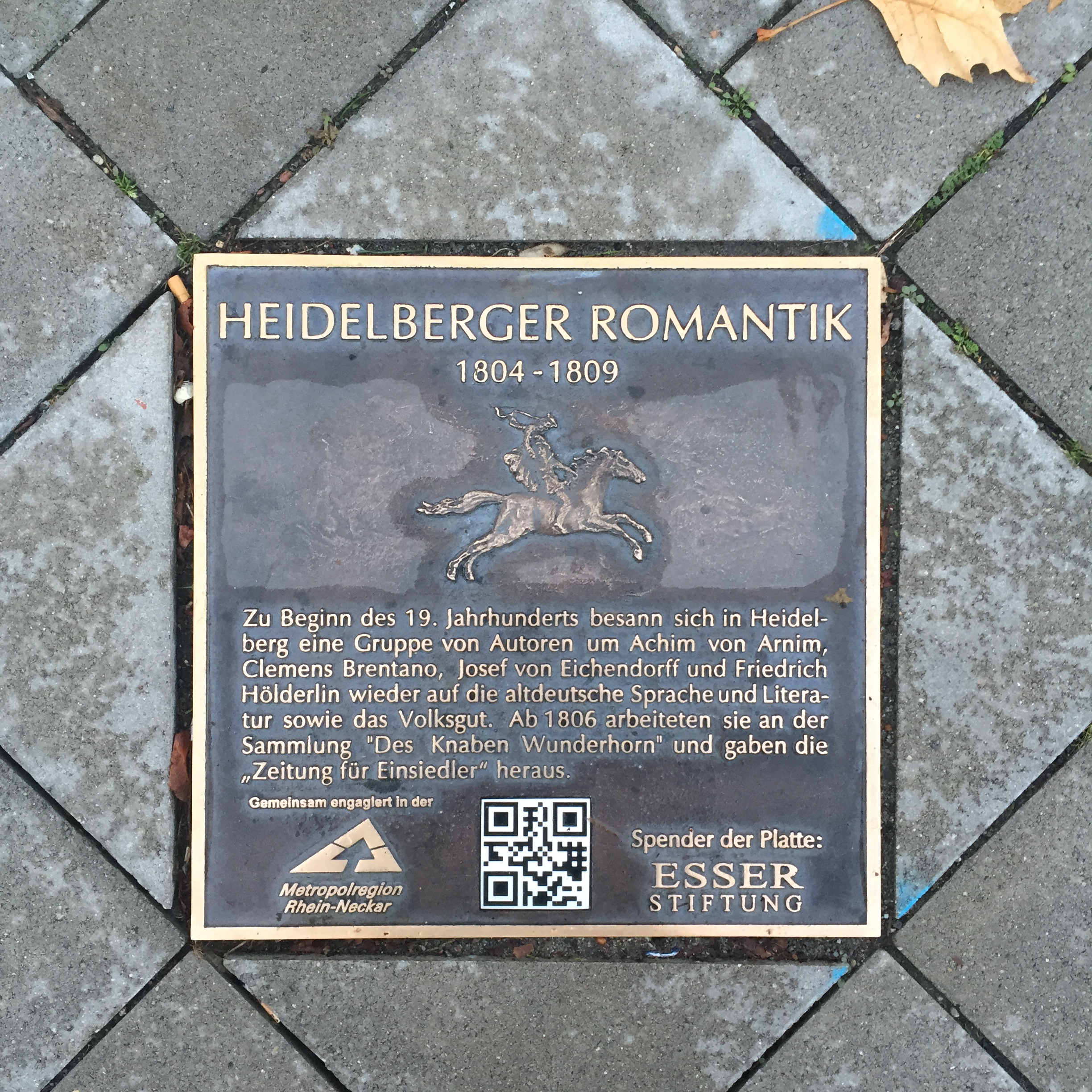
Kurpfälzer Meile der Innovationen in Mannheim. Plakette „Heidelberger Romantik“

Heidelberger Romantik ist die Bezeichnung für eine Gruppierung (Hauptvertreter: Achim von Arnim, Clemens Brentano) innerhalb der deutschen Romantik. Die Autoren, die ihr angehören, sind einige Jahre jünger (Geburtsdaten um 1780) als die Vertreter der theorieorientierten Jenaer Frühromantik (die um 1770 geboren sind), an deren theoretische Konzepte sie anschließen und auf deren literarische Werke sie sich kritisch beziehen. Eine alternative Bezeichnung ist Jüngere Romantik. Kaum mehr gebraucht wird heute der von Hermann August Korff eingeführte Ausdruck Hochromantik.

## Wissenschaftsgeschichtliche Problematik
Zur Binnenperiodisierung der Romantik wird der Begriff erst seit Anfang des 20. Jahrhunderts gebraucht (Josef Nadler, Alfred Baeumler). Voraus ging eine Erwähnung von Joseph von Eichendorff in seinem Werk „Halle und Heidelberg“ (1857): „Heidelberg ist selbst eine prächtige Romantik“. Seit den Untersuchungen von Karl Otto Frey gilt als erwiesen, dass er sich nie mit Achim von Arnim und Brentano traf und nicht einmal „eine auch nur flüchtige Begegnung stattgefunden hat“. Durch seine Abwesenheit und dadurch, dass seine Tagebucheinträge meistens nur die Höhepunkte eines jeden Monats in aller Kürze rekapitulierten und vor allem von Mahlzeiten und Ausflügen berichteten, ist es fraglich, ob seine Erinnerungen immer die Wahrheit widerspiegeln. Das Autoritätsargument über die Präsenz der „Heidelberger Romantik“ ist also längst hinfällig.
Da die intensive literaturwissenschaftliche Erforschung dieser Epoche zeitlich mit der Ablösung des literaturwissenschaftlichen Positivismus durch die sogenannte Geistesgeschichte zusammenfällt, flossen in die literaturgeschichtliche Darstellung der Heidelberger Romantik seinerzeit auch die problematischeren Züge dieser Art der Literaturbetrachtung, etwa die – manchmal auch unter nationalistischen und antisemitischen Vorzeichen betriebene – Ablehnung der Aufklärung und die Substantialisierung des Volksbegriffes, ein, von der sich die Literaturwissenschaft erst seit den 1950er Jahren wieder löste. Neuere Verfasser von Literaturgeschichten, etwa Gerhard Schulz, haben versucht, diese problematischen Entwicklungen durch betonte Nüchternheit und den Verzicht auf zu stark generalisierende Behauptungen zu beenden.

## Geschichte
Die Bezeichnung Heidelberger Romantik geht auf den Umstand zurück, dass sich etwa zwischen 1804 und 1809 mehrere der Romantik zuzurechnende Autoren in der Universitätsstadt Heidelberg aufhielten.  Achim von Arnim und Clemens Brentano arbeiteten dort an ihrer Ausgabe von Des Knaben Wunderhorn und gaben die Zeitung für Einsiedler heraus. Die theoretische Grundlage für das angestrebte Werk lieferte der Aufsatz Arnims „Von Volksliedern“, welcher, abkehrend vom modernen Kunstlied, den besonderen Nutzen von Volksliedern herausstellte. Gleichzeitig lehrte in Heidelberg für einige Zeit Joseph Görres, der während seines Aufenthalts seine Schrift Die deutschen Volksbücher schrieb und seine Mythengeschichte der asiatischen Welt konzipierte. Als Altphilologe lehrte Friedrich Creuzer, der seine Arbeiten zur griechischen Mythologie in diesen Jahren publizierte. Als Studenten hielten sich die Brüder Joseph und Wilhelm von Eichendorff in Heidelberg auf, die sich Otto von Loeben anschlossen, aber mit Arnim und Brentano keine Kontakte unterhielten.
Auch Friedrich Hölderlin verbrachte zu jener Zeit viele produktive Jahre in Heidelberg. Er widmete der Stadt das Gedicht Heidelberg: 
„Lange lieb ich dich schon, möchte dich, mir zur Lust,

Mutter nennen, und dir schenken ein kunstlos Lied,

Du, der Vaterlandsstädte

Ländlichschönste, so viel ich sah.“
Außerdem werden der Heidelberger Romantik noch einige Autoren zugerechnet, die sich zwar nicht in der Stadt aufhielten, aber in engem Kontakt zu den dort lebenden Schriftstellern standen, so die Brüder Grimm, Karoline von Günderrode und Bettina von Arnim. Kollektiv werden die Vorgenannten auch Heidelberger Kreis genannt.
Besondere Aufmerksamkeit erzielten die zahlreichen publizistischen Auseinandersetzungen mit Autoren älterer Generationen (vor allem Johann Heinrich Voß), die gegen die romantischen Autoren an den Maßstäben des Klassizismus festhielten.
Abgelöst wurde die Romantik durch den Biedermeier, der auch in Heidelberg zahlreiche Vertreter hatte.

## Programmatik
Wie die Liedersammlung Des Knaben Wunderhorn und andere Veröffentlichungen, wie „Die teutschen Volksbücher“ (1807) von Joseph Görres, zeigen, war ein Hauptgegenstand der Bemühungen der jüngeren Romantiker die Wiederentdeckung der älteren deutschen Literatur, die sie in überarbeiteter Form neu publizierten. In einigen ihrer eigenen Werke versuchten sie, an die Schlichtheit des Volkstons anzuschließen. Allerdings stehen selbst die vermeintlich volkstümlichsten dieser Dichtungen in der Tradition frühromantischer Poetik und erweisen sich bei näherem Hinsehen als hochartifizielle Gebilde. Die poetologischen Konzepte wurden in brieflichen Diskussionen zwischen Arnim und Jacob Grimm über das Verhältnis von Natur- und Kunstpoesie entwickelt. Abkehrend von den Elementen der Reflexion, Kritik und Rhetorik in der Kunstpoesie, beschäftigt sich die „Heidelberger Romantik“ mit der Naturpoesie. 
Die ältere Forschung behauptete, dass sich mit den Bemühungen um verschüttete Traditionen der deutschen Literatur ein besonders ausgeprägtes Nationalbewusstsein verbunden hätte, was sich aber nicht für alle jüngeren Romantiker aufrechterhalten lässt.